# War Pigs
«War Pigs» es una canción de la banda británica de heavy metal Black Sabbath incluido en su álbum de 1970, Paranoid.
Como se explica en las notas de la banda en el álbum de reunión en vivo, el título original de la canción era Walpurgis. El título, la letra de las canción, y el tema fueron modificados posteriormente durante la grabación de Paranoid. Una primera versión, con su tema original, se puede encontrar en la compilación de Ozzy Osbourne llamada The Ozzman Cometh.
Se trata del tema apertura del álbum Paranoid, que es el álbum más vendido de Black Sabbath. También se puede encontrar en cada álbum en vivo y compilación de la banda (excepto en Cross Purposes Live), junto con Paranoid y Iron Man.
La conclusión de War Pigs tiene su propio nombre: Luke's Wall, y cuenta con un tono más melódico que el resto de la canción, con un gran uso del modo eólico, un modo utilizado en la escala diatónica (natural menor). Cabe señalar también, que la guitarra y bajo están en Mi gran parte de la canción (aunque en vivo suelen tocarla un semitono más abajo).
Aunque inicialmente el nombre War Pigs estaba destinado a ser el nombre del álbum, fue cambiado a Paranoid porque la compañía discográfica de Black Sabbath temía una reacción de parte de los partidarios de la Guerra de Vietnam.

## Versiones
- La canción fue versionada varias veces en múltiples conciertos por el grupo The Flaming Lips. Imágenes de cuerpos muertos y políticos (George W. Bush, Dick Cheney y Condoleezza Rice) eran puestos en una pantalla detrás de la banda cuando tocaban.
- El dúo The Dresden Dolls también toco una versión en un tempranero DVD en vivo.
- La banda de thrash metal Overkill fusiona normalmente parte de la canción para su canción Fuck You para terminar los conciertos.
- La banda de black metal Bathory también ha realizado covers de esta canción.
- El grupo Tesla también hizo una versión que es la última canción en su segundo disco llamado Real to Reel.
- Usando el tema «contra la guerra», Epic Games la eligió y editó para la campaña del videojuego Gears of War 3 en el cual se da fin a la guerra del juego.
- La banda de metal alternativo Faith No More también realizó una versión en su disco The Real Thing.
- Una versión actual es un encore para el juego Guitar Hero 2, así como canción descargable para la serie Rock Band.
- La canción fue versionada por Alex Skolnick Trio en su álbum de 2002 titulado Goodbye to Romance: Standards for a New Generation.
- La banda de metal progresivo Dream Theater también ha versionado la canción en sus conciertos.
- La banda estadounidense Cake también ha versionado esta canción en su disco B-Sides and Rarities.
- La banda estadounidense de thrash metal Sacred Reich la versionó en su álbum de 1988 Surf Nicaragua y en su EP Alive At The Dynamo de 1989.
- El grupo de doom metal y stoner rock, Avatarium, realizó una versión para su álbum homónimo en 2013.
- En el año 2014 fue reversionada e incluida en los créditos de la película 300: Rise of an Empire.
- La banda de indie rock Arctic Monkeys uso parte del riff en la canción Arabella de su álbum AM.
- La banda uruguaya Pecho e' Fierro realiza una versión en español en su disco «Alma Criolla» del año 2008.

## Créditos
- Tony Iommi - guitarra
- Ozzy Osbourne - voz
- Geezer Butler - bajo
- Bill Ward - batería